# Rachel Trevor-Morgan
Rachel Trevor-Morgan (* vor 1975 in Stourbridge, West Midlands) ist eine britische Haute-Couture-Modistin. Sie  stattet regelmäßig die Mitglieder des britischen Königshauses und zahlreiche Persönlichkeiten des öffentlichen Lebens mit ihren Hutkreationen aus. Im Jahr 2014 verlieh ihr Königin Elisabeth II. persönlich den „Royal Warrant“, der Trevor-Morgan offiziell zur Hoflieferantin macht, weshalb sie medial als „Hutmacherin Ihrer Majestät“ bezeichnet wird.

## Leben

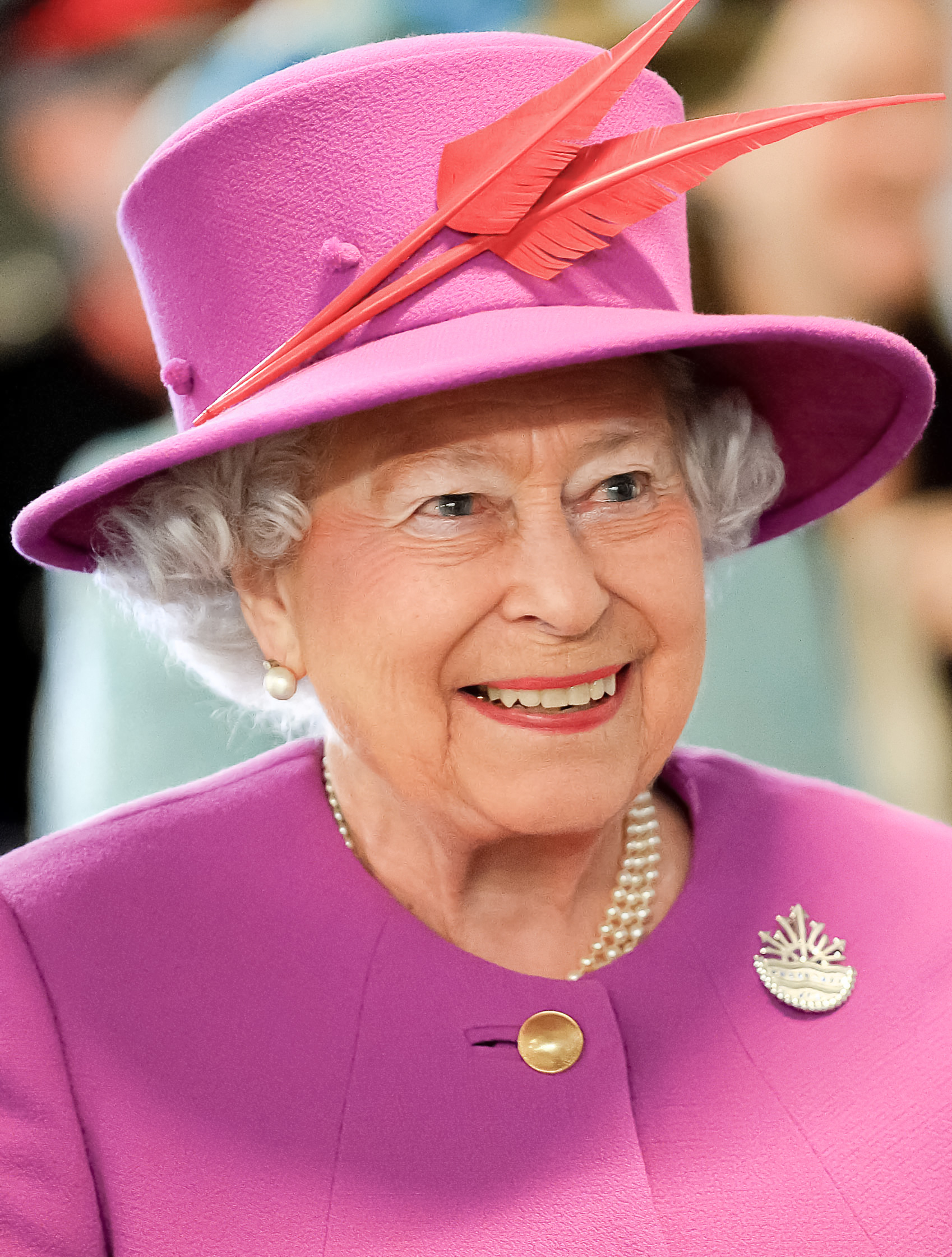
Queen Elizabeth mit einem Hut von Rachel Trevor-Morgan (2015)

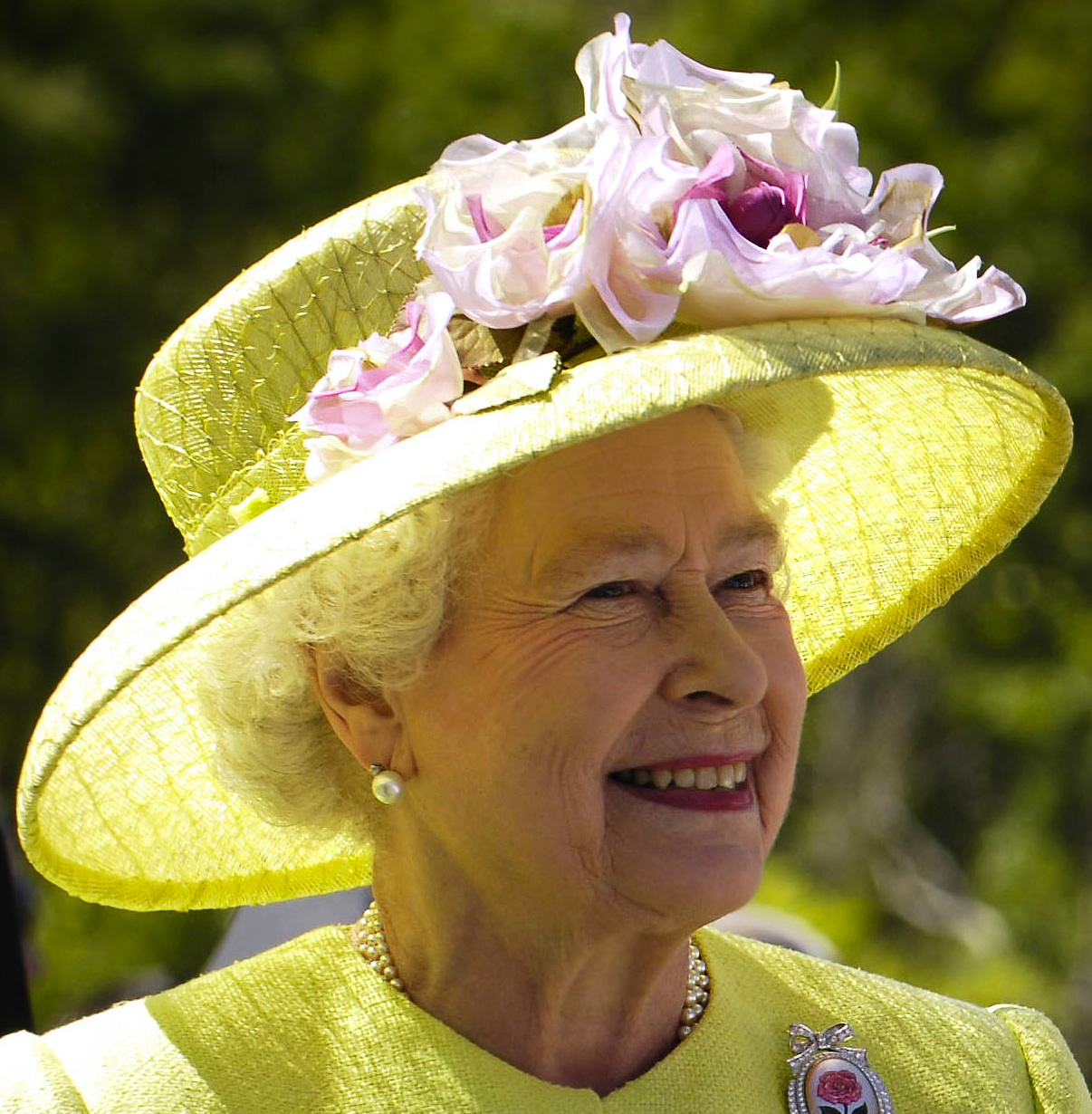
Queen Elizabeth bei einem Empfang der NASA-Beschäftigten mit einem gelben Hut von Rachel Trevor-Morgan (2007)

Rachel Trevor-Morgan wurde in Stourbridge als Tochter des Vikars Basil Henry Trevor-Morgan geboren. Sie besuchte von 1975 bis 1982 die Alice-Ottley-Schule in Worcester. Ursprünglich hatte sie den Wunsch, sich nach der Schule als Schauspielerin oder Kostümbildnerin ausbilden zu lassen. Im Alter von 18 Jahren ging sie nach London, um eine Hutmacherlehre zu beginnen. Sie ging bei dem bekannten Modisten Graham Smith, der unter anderem Hüte für Prinzessin Diana und Elizabeth Taylor entwarf, in eine dreijährige Lehre. Von 1988 bis 1990 arbeitete sie im Atelier des königlichen Hutdesigners Philip Somerville.
Im Jahr 1990 eröffnete sie ihr eigenes Studio auf einem Dachboden im Kloster von Westminster. Zunächst verkaufte sie ihre Entwürfe auf dem Markt von St. Martin in the Fields, kurze Zeit später belieferte sie auch große Kaufhäuser, wie Fortnum & Mason, Harrods und Selfridges. Aufgrund ihres Erfolges verlegte sie ihr Atelier 1992 in das renommierte Viertel in die Nachbarschaft des St.-James-Palastes. Ende der 1990er-Jahre zählte sie zu den einflussreichsten Modisten Großbritanniens. Seit 1997 entwirft sie auch eine jährliche Kollektion für Brautkopfschmuck. Im Jahr 1999 gewann sie den britischen Hairdress Designer Award für eine ihrer Brautkollektionen.
Seit 2006 gehört Rachel Trevor-Morgan – neben Angela Kelly und Philip Treacy – zu den bevorzugten Hutdesignern des britischen Königshauses. Ihr erster Entwurf in dieser Funktion war ein matt goldgrauer Hut mit Rosen, den die Königin anlässlich ihres 80. Geburtstag zum Gottesdienst in der St. Paul’s Cathedral trug. Darüber hinaus entwarf sie beachtete Modelle für die Tour zum Goldenen Thronjubiläum und einen leuchtend grünen Hut, den die Queen zur Parade Trooping the Colour anlässlich ihres 90. Geburtstages getragen hat.
Rachel Trevor-Morgan ist Zunftmitglied der Worshipful Company of Feltmakers. Im Jahr 2014 verlieh ihr Königin Elisabeth II. persönlich den „Royal Warrant“, der Trevor-Morgan offiziell zur Hoflieferantin macht, weshalb sie medial als  „Hutmacherin Ihrer Majestät“ bezeichnet wird. Ihre Hüte wurden mehrfach auf den Covern von Modezeitschriften, wie Vogue, Elle oder Brides gezeigt.
Rachel Trevor-Morgan arbeitet häufig mit britischen Designern, wie u. a. Stewart Parvin, zusammen und fertigt Hüte für die Outfits der Mitglieder europäischer Königshäuser, unter anderem für Catherine, Herzogin von Cambridge, Sophie, Countess of Wessex, Alexandra von Kent, Zara Phillips oder Autumn Phillips. Darüber hinaus entwirft sie Anlasshüte für die Royal Ascot Pferderennen und Familienfeiern.
Trevor-Morgan besitzt Verkaufsniederlassungen in Großbritannien und Irland und exportiert ihre Hüte nach Asien, nach Nordamerika sowie in den arabischen Raum. Im Jahr verkauft sie etwa 120 Hutkreationen, davon durchschnittlich zehn für Königin Elisabeth. Für ihre Hutdesigns verwendet sie unter anderem selbstgefärbtes Stroh und hochwertige Kunstblumen aus der sächsischen Manufaktur Heide Steyer. Für die Einzelanfertigungen werden Preise von bis zu 2000 Pfund veranschlagt.
Rachel Trevor-Morgan ist mit einem Lehrer der Westminster-Schule verheiratet. Das Ehepaar hat zwei Söhne und eine Tochter.

## Trivia
Im Jahr 2014 bekam Rachel Trevor-Morgan den Auftrag, für die Figuren der königlichen Familie im Legoland in Windsor Miniaturhüte anzufertigen.